# فبورگ آن در دانوب
شهر فبورگ آن در دانوب (به آلمانی: Vohburg an der Donau) در ایالت بایرن در کشور آلمان واقع شده‌است.